# Xerobion georgii
Xerobion georgii är en insektsart. Xerobion georgii ingår i släktet Xerobion och familjen långrörsbladlöss. Inga underarter finns listade i Catalogue of Life.